# Atlassova
Pour les articles homonymes, voir Atlassov.
L'Atlassova, en russe : Атласова, que l'on trouve également sous le nom de d'Atlassov ou de Nylgimelkin, est un volcan bouclier basaltique situé sur la péninsule du Kamtchatka, à l'est de la Russie. Il a été nommé en l'honneur de l'explorateur russe Vladimir Atlassov (1661-1711).
Sa dernière éruption remonte à 3550 av. J.-C.